# 激テレ★金曜日
『激テレ★金曜日』（げきてれきんようび）は、読売テレビで2005年11月11日から2006年7月28日までの約9カ月間、毎週金曜日の15:49 - 17:50（JST）に放送されていた生放送の情報番組（関西ローカル）で、通称は「激テレ」である。後番組は『情報ライブ ミヤネ屋』。メイン司会は、フリーアナウンサーの宮根誠司が担当していた（後番組のメイン司会も担当）。

## 概要
- 讀賣テレビ放送ではこれまで、MBSの『ちちんぷいぷい』やABCの『ムーブ!』の様な夕方のローカル情報ワイド番組を置かず、『火曜サスペンス劇場』の再放送を平日の夕方に長年放送してきたが、2004年10月からサスペンスの再放送枠を月曜日から木曜日まで（2006年1月以降サスペンスの再放送枠は火曜日から木曜日までとなっている）の放送とし、金曜日は連続ドラマや『エンタの神様』、『行列のできる法律相談所』などの再放送枠としてきた。しかし、朝のローカルワイド番組『なるトモ!』が2005年10月3日から日本テレビ他一部地域でネットされるようになったことや、2005年4月から半年間土曜日の正午枠に放送されていた情報番組『オモシロ好奇心☆どろんぱ!』が失敗に終わったことなどから、金曜日の夕方の枠に2時間のローカルワイド番組を新設する運びとなった。
- ABCの『おはよう朝日です』のメイン司会で長年、関西の茶の間に親しまれている元ABCアナウンサーの宮根誠司をメイン司会に起用した。
- 番組は、一週間に起きた日本と海外の政治・経済・国民生活などの社会問題から、スポーツ、芸能などのニュースを解りやすく伝え、宮根とゲストのパネリストが激論を繰り広げる。
- 讀賣テレビ放送では、当番組を平日全曜日（『ちちんぷいぷい』と同じ時間帯）の生ワイド番組に発展させた『情報ライブ ミヤネ屋』を、当番組終了の翌週（2006年7月31日）から開始。ネット局を徐々に増やした結果、日本テレビ系列の大半の局でフルネットを実施しているほか、『ちちんぷいぷい』が2021年3月12日（金曜日）で終了してからも放送を続けている。

## 出演
司会
- 宮根誠司（メイン）

下記の3人は週替わりで登場
- 秋野暢子
- 近藤サト
- 大竹まこと

サブ司会・アシスタント
- 脇浜紀子アナウンサー

パネリスト
- 北野誠
- 円広志
- ガタルカナル・タカ
- 松尾貴史

他に国会議員やジャーナリストなどが出演する事がある。

## 主なコーナー
- 激テレ★週間ニュースピックアップ
- 激テレ★芸能スナイパー
- テレビのミカタ
- 激テレ・ザ・理不尽

## スタッフ
- ディレクター : 高橋宏輔、村上美幸、川口孝幸、高畑彰範、吉澤順、新谷晶二、佐々木修、井原夏希、前川道範、菱田貴樹
- 構成 : 山下由香里、増山実、儀賀保秀、二宮一泰、伊東桂子、沢野緑、尻谷よしひろ、浜口尚弘、山口真弓
- TD : 林晃吉
- SW : 北條吉彦
- CAM : 小池一暢
- MIX : 田口護
- VE : 村上和生
- 照明 : 松浦正和
- 音効 : 木野本郁子
- MA : 六車誠
- CG : 高畠彰
- TK : 本行真由美
- 美術 : 尾前江美
- 美術進行 : 橋本敦
- 協力 : ワイズビジョン、ブリッジ、エキスプレスCR、ビーワイルド、オフィスアドバンス、グルービン、映像企画、大阪共立、ハートス、教映社、グリーンアート、高津商会、サウンドエフェクト、よみうりテレビ映像、フリー・フォーム・カンパニー、A.I.C、aex
- 演出 : 三輪宗滋
- プロデューサー : 片岡克也
- チーフプロデューサー : 山西敏之、綿谷登
- 制作著作 : よみうりテレビ

## 音楽
- オープニング劇中で流れていた曲は、ヴァネッサ『Crazy For You』である。宣伝用CMにも使われていた。